# Steinkirchen (Alsó-Szászország)
Steinkirchen település Németországban, azon belül Alsó-Szászország tartományban. Lakosainak száma 1796 fő (2023. december 31.). Steinkirchen Hollern-Twielenfleth, Hetlingen, Grünendeich, Jork, Mittelnkirchen, Guderhandviertel és Agathenburg községekkel határos.

## Népesség
A település népességének változása:
| Lakosok száma | 1593 | 1644 | 1736 | 1797 | 1822 | 1796 |
|               | 2016 | 2017 | 2019 | 2021 | 2022 | 2023 |